# Idrottsförening
Idrottsförening (IF), idrottsklubb (IK), idrottssällskap (IS) eller sportklubb (SK) är en förening som bildats för att utöva och ofta tävla i en eller flera idrotter. Sedan slutet av 1800-talet har många sådana bildats.

## Sverige

### Historik
Sveriges äldsta allmänna idrottsklubb är Upsala Simsällskap, som grundades 1796.
Sveriges äldsta ännu existerande idrottsförening för flera idrotter är Linköpings Allmänna Simsällskap (LASS), bildad 1824.

## Finland
Finlands äldsta och fortfarande idrottsförening är finlandssvenska Segelföreningen i Björneborg som grundades 1856.

### Vanliga namnelement/förkortningar
Föreningarna har ofta namn som på olika sätt visar att det handlar om en idrottsförening. Eftersom den moderna idrottsrörelsen och många sporter uppstod i Storbritannien, förekommer ibland att allmänna namnled är på engelska (så att "fotbollsklubb" till exempel blir "football club"). De vanligaste namnleden förkortas i regel, enligt följande:
- AIF = arbetarnas idrottsförening.
- AIK = allmän idrottsklubb (dessutom heter en förening i Solna bara Allmänna Idrottsklubben, AIK)
- AIS = allmänt idrottssällskap alt. atlet- och idrottssällskap
- AK = atletklubb
- BBK= Basketbollklubb
- BK = bollklubb, bandyklubb
- BoIS = boll- och idrottssällskap
- BTK = bordtennisklubb
- BMK = Badmintonklubb
- CC = curling club
- CK = cykelklubb
- DK = dykarklubb
- FC = football club (d.v.s. fotbollsklubb), eller floorball club (d.v.s. innebandyklubb)
- FF = fotbollsförening
- FFI = förening för idrott
- FK = fotbollsklubb
- GF = gymnastikförening
- GIF eller GoIF = gymnastik- och idrottsförening
- GK = golfklubb
- HC = hockey club (d.v.s. hockeyklubb, med hockey avses i sammanhanget ofta ishockey)
- HF = handbollsförening, hockeyförening
- HK = handbollsklubb, hockeyklubb
- IF = idrottsförening, men kan även stå för ishockeyförening
- IFK = Idrottsföreningen Kamraterna
- IK = idrottsklubb, ishockeyklubb
- IS = idrottssällskap
- IBK = innebandyklubb
- IBF = innebandyförening
- JJK = ju-jutsuklubb
- JJF = ju-jutsuförening
- MK = motorklubb
- OK = orienteringsklubb
- RK = Ridklubb
- SK = segelklubb, simklubb, skidklubb, sportklubb
- SS = segelsällskap, simsällskap eller sportsällskap
- IC = Innebandy Club (d.v.s. innebandyklubb)
- IBC = Innebandy Club (d.v.s. innebandyklubb)
- IoFK = Idrotts- och FritidsKlubb

Som en del i ett namn utläses många förkortningar i annan grammatisk form än ovanstående beroende på hur namnet är bildat, exempelvis Skellefteå AIK = "Skellefteå allmänna idrottsklubb", BK Häcken = "Bollklubben Häcken".

### Organisation av idrottsföreningar
Idrottsföreningar kan vara organiserade på lite olika sätt: 
- Sektionsindelning - Den vanligaste formen är att sportklubben, om den bedriver mer än en sport, delas upp i sektioner för aktuella sporter. Ibland har man också skilda sektioner för till exempel herr-, dam-, ungdoms- och/eller handikappidrott.
- Självständiga föreningar - Vissa idrottsföreningar har formellt delat upp sig så att sektionerna är självständiga föreningar, men använder samma märke och färger. De kallas då alliansföreningar, eftersom de olika självständiga föreningarna har en allians. Enköpings SK till exempel består av flera andra idrottsklubbar, f.n. bandyklubb, fotbollsklubb, gymnastikklubb, hockeyklubb, konståkningsklubb och ungdomsklubb, där fotbollsklubben till exempel heter "Enköpings SK Fotbollsklubb". Örebro SK har bildat en allians, "ÖSK-alliansen", som innehåller ett antal olika idrottsverksamheter som till exempel bandy och fotboll, där bandyklubben heter "Örebro SK Bandy" och fotbollsklubben "Örebro Sportklubb Fotboll".
- Sidoverksamhet - Vissa klubbar bedriver också annan verksamhet vid sidan av den direkta idrottsverksamheten, såsom att Södertälje SK utöver att de utövar ishockey också driver ett hockeygymnasium.